# Liste der Monuments historiques in Landremont
Die Liste der Monuments historiques in Landremont führt die Monuments historiques in der französischen Gemeinde Landremont auf.

## Liste der Immobilien
| Bezeichnung       | Beschreibung           | Standort                 | Kennzeichnung | Schutzstatus | Datum | Bild           |
| ----------------- | ---------------------- | ------------------------ | ------------- | ------------ | ----- | -------------- |
| Kirche St-Clément | ab dem 12. Jahrhundert | Rue Saint-Clément (Lage) | PA00106053    | Classé       | 1921  | weitere Bilder |

## Liste der Objekte
| Bezeichnung               | Beschreibung                                    | Standort                        | Kennzeichnung | Schutzstatus | Datum | Bild |
| ------------------------- | ----------------------------------------------- | ------------------------------- | ------------- | ------------ | ----- | ---- |
| Skulptur Madonna mit Kind | Stein, farbig gefasst, 16. Jahrhundert          | in der Kirche St-Clément (Lage) | PM54000320    | Classé       | 1965  |      |
| Pietà                     | Holz, farbig gefasst, Ende des 15. Jahrhunderts | in der Kirche St-Clément (Lage) | PM54000319    | Classé       | 1965  |      |
| Skulptur Heiliger Clemens | Stein, farbig gefasst, 16. Jahrhundert          | in der Kirche St-Clément (Lage) | PM54000321    | Classé       | 1965  |      |